# Prezid (ort i Kroatien)
Prezid är en ort i Kroatien.   Den ligger i länet Gorski kotar, i den nordvästra delen av landet, 110 km väster om huvudstaden Zagreb. Prezid ligger 769 meter över havet och antalet invånare är 881.
Terrängen runt Prezid är lite kuperad. Runt Prezid är det ganska glesbefolkat, med 25 invånare per kvadratkilometer. Prezid är det största samhället i trakten. I omgivningarna runt Prezid växer i huvudsak blandskog.